# 苯芴酮
苯芴酮是一种有机化合物，化学式为C19H12O5。它可由三乙酸苯-1,2,4-三酯和苯甲醛为原料经多步反应制得。

## 用途
苯芴酮可用于测定样品中的锗、锡、钼等微量元素。

## 拓展阅读
- Frank George Pope, Hubert Howard. . J. Chem. Soc., Trans. 1911, 99 (0): 545–554  [2021-11-01]. ISSN 0368-1645. doi:10.1039/CT9119900545 （英语）.